# João Crisóstomo de Abreu e Sousa

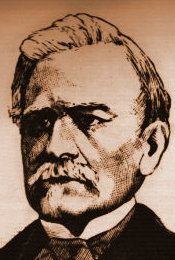
João Crisóstomo de Abreu e Sousa.

João Crisóstomo de Abreu e Sousa (Lissabon, 27 januari 1811 - 7 januari 1895) was een Portugees eerste minister.

## Levensloop
Voor zijn politieke carrière was  was João Crisóstomo de Abreu e Sousa generaal in het Portugese leger. Hij werd in 1861 verkozen tot afgevaardigde in het parlement en was van 1864 tot 1865 minister van Openbare Werken in de regering van Nuno José Severo de Mendoça Rolim de Moura Barreto.
In 1890 kwam de regering van António de Serpa Pimentel ten val na een conflict met het Verenigd Koninkrijk over koloniale aanspraken in het zuiden van Afrika. Daarop benoemde koning Karel I hem tot premier van een regering bestaande uit onafhankelijke politici. Tijdens zijn regering werd hij geconfronteerd met een republikeinse opstand in Porto en het Portugese staatsbankroet van 1891. Begin 1892 kwam de regering-de Abreu e Sousa ten val.
- International Standard Name Identifier: 0000 0000 6910 0895
- Virtual International Authority File: 99286727